# Osiedle Niewiadów
Osiedle Niewiadów – wieś w Polsce położona w województwie łódzkim, w powiecie tomaszowskim, w gminie Ujazd.
W latach 1975–1998 miejscowość administracyjnie należała do województwa piotrkowskiego.
Z Niewiadowa pochodzą między innymi Cezary i Radosław Pazura.
Osiedle posiada własne przedszkole, szkołę podstawową oraz Akademię Sportu. 
Na terenie Osiedla Niewiadów znajdują się Zakłady Sprzętu Precyzyjnego „Niewiadów” znane z produkcji przyczep i sprzętu AGD. Zakład powstał w 1920 roku jako NITRAT S.A. Produkowano wówczas wyroby chemiczne i wojskowe.
W miejscowości swoją siedzibę ma klub piłkarski Stal Niewiadów.
Istnieje tu huta szkła EUROGLAS należąca do niemiecko-szwajcarskiej spółki.